# 谢夫勒蒙站
谢夫勒蒙站是法国的一个铁路乘降所，位于法国东北部小镇谢夫勒蒙，靠近贝尔福。

## 位置
谢夫勒蒙站位于谢夫勒蒙的南部，省道25线平交道口的西侧。站台大致呈东西走向，是一个开放性的乘降所。该站没有设置地下通道或天桥，前往对向站台的乘客需通过车站东侧的平交道口。

## 设施
谢夫勒蒙站是一个设施较为简陋的乘降所，没有任何人工售票服务及自动售票机，在该站上车的乘客需使用通勤卡或主动购票。

## 停靠线路
以下列车线路在站停靠：
| 谢夫勒蒙站列车线路表 |      |        |          |              |
| 线路                 | 车种 | 上一站 | 下一站   | 大致运行频率 |
| 贝尔福—米卢斯        | TER  | 贝尔福 | 小克鲁瓦 | 每天1~2趟    |
| 1.                   |      |        |          |              |

## 配套交通

### 长途客车
谢夫勒蒙站没有对应的固定大巴车站，当某条铁路线施工或罢工时，SNCF可能会提供途径该线路沿途站点的大巴车。

### 市内交通
| 谢夫勒蒙站附近的市内公共交通线路 |                              |                                            |
| 公交车站名称                     | 位置                         | 停靠线路                                   |
| Trémont                          | 谢夫勒蒙站东侧，平交道口以南 | - 24路：贝尔福共和站 ↔ 韦兹卢瓦/莫尔维拉尔 |
| 1.                               |                              |                                            |

## 临近车站
| 谢夫勒蒙站（Gare de Chèvremont） |                  |            |
| 上行车站                         | 线路             | 下行车站   |
| 贝尔福站                         | 巴黎－米卢斯铁路 | 小克鲁瓦站 |
| - 本表仅显示运营中的线路及车站   |                  |            |